# ルイ・ジョゼフ・ド・ブルボン
ルイ・ジョゼフ・ド・ブルボン（Louis Joseph de Bourbon, 1654年7月1日 - 1712年6月11日）は、ブルボン朝フランスの貴族・軍人。ボーフォール公、ヴァンドーム公。大同盟戦争、スペイン継承戦争において司令官を務めた。ヴァンドーム公ルイ2世（アンリ4世とガブリエル・デストレの孫）と、ロール・マンシーニの長男としてパリで生まれた。オーストリアの司令官プリンツ・オイゲンは母方の従弟に当たる。

## 生涯
1669年に叔父のボーフォール公フランソワがオスマン帝国との戦争で戦死、次いで父が亡くなりボーフォール公位とヴァンドーム公位を継承したが、幼少のため母方の叔母のマリア・アンナ・マンチーニに養育された。 
18歳で軍へ入り、すぐに仏蘭戦争で頭角を現し、1688年には陸軍中将となった。大同盟戦争のステーンケルケの戦いではリュクサンブール公フランソワの元で、マルサリーアの戦いではニコラ・カティナの元で異彩を放った。1695年にはカタルーニャにおける司令官を任ぜられ、1697年にバルセロナを攻略、直後にフランス元帥となった。
スペイン継承戦争序盤の1702年、フランスはカティナとヴィルロワ公を相次いでイタリアに派遣したが、いずれもプリンツ・オイゲン率いるオーストリア軍の前に敗れ、ヴァンドームがイタリア戦線の指揮を命じられた。1702年8月15日のルッザーラの戦いでオイゲンに大敗したが、1704年から攻勢に出て巻き返し、1705年8月16日、カッサーノの戦いでオイゲンに勝利した。
翌1706年4月19日、オイゲンがウィーンに滞在中の隙を付いてカルチナートの戦いでも勝利したが、ラミイの戦いでヴィルロワがイギリス軍司令官初代マールバラ公爵ジョン・チャーチルに大敗、戦線を修復すべく8月にヴィルロワに代わってフランドルへ送られた。イタリア戦線には後任にマルサンとオルレアン公フィリップ2世が派遣されたが、9月7日のトリノの戦いでオイゲンに敗北してフランス軍はイタリアから駆逐された。
フランドルへ移動してからは南ネーデルラントを戦場にして同盟軍と戦ったが、主君のフランス王ルイ14世が孫のブルゴーニュ公ルイを指揮官としてネーデルラントへ送り出すとブルゴーニュ公と意見が対立、1708年のアウデナールデの戦いではマールバラ公・オイゲン率いる同盟軍と交戦、ブルゴーニュ公の援軍が無いことが一因で大敗してしまった。リール包囲戦ではブルゴーニュ公・ベリック公と共に包囲軍の補給路を断ったが、ベリックとも仲違いして離脱された上、リールが同盟軍に落とされるとヘント防衛から引き上げさせられ、帰国後はブルゴーニュ公との対立が尾を引いて指揮権も取り上げられてしまった。
その後軍務にうんざりして所領へ引退したが、1710年にスペイン王フェリペ5世（ルイ14世の孫、ブルゴーニュ公の弟）から召喚されてスペイン軍の指揮を執ることとなり、ブリウエガの戦い、ビジャビシオーサの戦いで勝利を重ねた。戦争終結前の1712年6月11日にビナロスで急死し、エル・エスコリアル修道院へ埋葬された。死の2年前に結婚した妻マリー・アンヌとの間に子がなく（同性愛傾向があったためとされる）、ヴァンドーム公位は弟のフィリップが継承した。